# Era (muziekproject)
Era (gestileerd als eRa) is een muziekproject van de Franse muzikant Eric Lévi dat werd gestart in 1996. Wereldwijd zijn er ruim 12 miljoen cd's verkocht.

## Beschrijving
Era bracht zijn gelijknamige debuutalbum Era uit in 1996, dat commercieel gezien een succes werd. Er gingen 6 miljoen exemplaren over de toonbank en men bracht tevens de single "Ameno" uit. Deze single bereikte in de Franse en Duitse hitlijsten respectievelijk de 5e en 12e positie. Het album Era ontving in Nederland platina.
Het tweede album Era 2 werd uitgebracht in 2000, dat in België werd onderscheiden met goud. Het werd gevolgd door The Mass in 2003. Met het nummer "The Champions" droeg Era het openingslied bij aan het WK 2002 in Zuid-Korea en Japan.
Het vierde album Reborn bracht een sterke verandering in muzikale stijl, dat zich meer op elektronische klanken met Arabische teksten richt.
Era bracht in 2009 en 2010 de album Classics en Classics 2 uit met klassieke muziek die in eigen geïnterpreteerde stijl wordt gespeeld. In 2013 werd samengewerkt met de Franse zangeres en actrice Arielle Dombasle. In november 2017, na een lange pauze, kwam het album The 7th Sword uit.
De live-shows die Era opvoert worden gedaan door artiesten in middeleeuwse of traditionele kleding.

## Muzikale stijl
Muzikaal gezien mixt men Gregoriaanse gezangen met moderne genres, zoals pop, rock en elektronische muziek. De teksten zijn geschreven door de Britse Guy Protheroe in een zelfbedachte taal die lijkt op Latijn. Andere muzieknummers bevatten echte teksten in Latijn, het Engels en Arabisch.

## Discografie

### Studioalbums
- Era (1996)
- Era 2 (2000)
- The Mass (2003)
- The Very Best of Era (2004, compilatiealbum)
- Reborn (2008)
- Classics (2009)
- Classics 2 (2010)
- The Essential (2010, compilatiealbum)
- Arielle Dombasle by Era (2013)
- The 7th Sword (2017)

### Singles
- Ameno (1996)
- Mother (1997)
- Misere Mani (1998)
- Enae Volare Mezzo (1998)
- Infanati (2000)
- Divano (2000)
- Don't U (2001)
- The Mass (2003)
- Looking For Something (2003)
- Don't Go Away (2003)
- Kilimandjaro (2008)
- Ave Maria (2013)
- 7 Seconds (2017)
- Kilimandjaro (Dark Remix) (2017)

## Medewerkers
- Eric Lévi
- Daryl Stuermer
- Chester Thompson
- Leland Sklar
- Guy Protheroe
- Pierre Boisserie
- Irene Bustamante
- Lena Jinnegren
- Eric Geisen
- Florence Dedam
- Murielle Lefebvre
- Philippe Manca

## Trivia
- De projectnaam Era staat voor "Eminential Rhythm of the Ancestors".